# St Fillans
St Fillans (Schots-Gaelisch: Am Port Mòr) is een dorp in Perthshire, in het raadsgebied Perth and Kinross. Het dorp ligt aan de oostkant van Loch Earn, waar de rivier Earn het meer uitstroomt. Het ligt aan de A85 naar Comrie, Crieff en Perth. Het was een kleine nederzetting in de achttiende eeuw, onder de naam Port of Lochearn, of Meikleport. In 1817 werd de naam verandert in St Fillans door Lord Gwydyr. 
Ten zuiden van de rivier staat St Fillan's Chapel, een kerk van voor de reformatie. De kerk staat tussen het dorp en het heuvelfort van Dundurn. Men gelooft dat de Ierse missionaris Saint Fillan op deze heuvel leefde. 